# Primera División (Chile) 1987
Die Primera División 1987, auch unter dem Namen 1987 Campeonato Nacional de Fútbol Profesional bekannt, war die 55. Saison der Primera División, der höchsten Spielklasse im Fußball in Chile.
Die Meisterschaft gewann das Team von Universidad Católica, das sich damit für die Copa Libertadores 1988 qualifizierte. Es war der sechste Meisterschaftstitel für den Klub. Für die Copa Libertadores 1988 qualifizierte sich zudem CSD Colo-Colo, das die Liguilla zur Copa Libertadores gewinnen konnte. Der Drittletzte und Verlierer der Relegationsliguilla Lota Schwager, der Vorletzte Rangers de Talca und der Letzte San Luis de Quillota stiegen in die zweite Liga ab. Die Copa Lan Chile 1987 gewann CD Cobresal.

## Modus
Die 16 Teams spielen jeder gegen jeden mit Hin- und Rückspiel. Meister ist die Mannschaft mit den meisten Punkten und qualifiziert sich für die Copa Libertadores. Bei Punktgleichheit entscheidet ein Entscheidungsspiel um die bessere Position, wenn es um die Meisterschaft geht. In den anderen Fällen entscheidet das Torverhältnis. Die letzten zwei Teams der Tabelle steigen in die zweite Liga ab. Der Drittletzte der Tabelle spielt eine Liguilla mit zwei Zweitligateams. Der Erstplatzierte dieser Liguilla spielt in der Folgesaison erstklassig, die anderen beiden Teams zweitklassig. Der zweite Startplatz der Copa Libertadores wird durch eine Liguilla, an der die Mannschaften der Plätze 2 bis 5 teilnehmen, ausgespielt. Bei Punktgleichheit des ersten oder zweiten Platzes gibt es ein Entscheidungsspiel.

## Teilnehmer
Die drei Absteiger der Vorsaison Unión San Felipe, Audax Italiano und CD Magallanes wurden durch Zweitligameister Lota Schwager ersetzt. Folgende Vereine nahmen daher an der Meisterschaft 1987 teil:
| Mannschaft           | Stadt             |
| -------------------- | ----------------- |
| CD Cobreloa          | Calama            |
| CD Cobresal          | El Salvador       |
| CSD Colo-Colo        | Santiago de Chile |
| Deportes Concepción  | Concepción        |
| Deportes Iquique     | Iquique           |
| Everton              | Viña del Mar      |
| Fernández Vial       | Concepción        |
| CD Huachipato        | Talcahuano        |
| Lota Schwager        | Coronel           |
| Naval de Talcahuano  | Talcahuano        |
| CD Palestino         | Santiago de Chile |
| Rangers de Talca     | Talca             |
| San Luis de Quillota | Quillota          |
| Unión Española       | Santiago de Chile |
| Universidad Católica | Santiago de Chile |
| Universidad de Chile | Santiago de Chile |

## Tabelle
| Pl.                                | Verein               | Sp. | S  | U  | N  | Tore    | Diff. | Punkte |
| ---------------------------------- | -------------------- | --- | -- | -- | -- | ------- | ----- | ------ |
| 1.                                 | Universidad Católica | 30  | 21 | 7  | 2  | 051:160 | +35   | 49     |
| 2.                                 | CSD Colo-Colo (M)    | 30  | 14 | 11 | 5  | 044:280 | +16   | 39     |
| 3.                                 | CD Cobreloa (P)      | 30  | 13 | 12 | 5  | 044:320 | +12   | 38     |
| 4.                                 | CD Cobresal          | 30  | 11 | 12 | 7  | 044:380 | +6    | 34     |
| 5.                                 | Universidad de Chile | 30  | 10 | 11 | 9  | 049:330 | +16   | 31     |
| 6.                                 | Naval de Talcahuano  | 30  | 10 | 10 | 10 | 039:330 | +6    | 30     |
| 7.                                 | Everton              | 30  | 9  | 11 | 10 | 033:320 | +1    | 29     |
| 8.                                 | Fernández Vial       | 30  | 9  | 11 | 10 | 032:320 | ±0    | 29     |
| 9.                                 | CD Palestino         | 30  | 9  | 11 | 10 | 046:570 | −11   | 29     |
| 10.                                | CD Huachipato        | 30  | 10 | 8  | 12 | 030:370 | −7    | 28     |
| 11.                                | Deportes Iquique     | 30  | 10 | 7  | 13 | 034:440 | −10   | 27     |
| 12.                                | Unión Española       | 30  | 8  | 10 | 12 | 029:340 | −5    | 26     |
| 13.                                | Deportes Concepción  | 30  | 7  | 12 | 11 | 031:490 | −18   | 26     |
| 14.                                | Lota Schwager (N)    | 30  | 9  | 8  | 13 | 024:330 | −9    | 26     |
| 15.                                | Rangers de Talca     | 30  | 9  | 7  | 14 | 031:470 | −16   | 25     |
| 16.                                | San Luis de Quillota | 30  | 3  | 8  | 19 | 019:430 | −24   | 14     |
| Quelle: rsssf.org, Stand: Endstand |                      |     |    |    |    |         |       |        |

| (M) | Vorjahresmeister     |
| (P) | Vorjahrespokalsieger |
| (N) | Aufsteiger           |

## Beste Torschützen
| Rang | Spieler          | Klub                 | Tore |
| ---- | ---------------- | -------------------- | ---- |
| 1    | Osvaldo Hurtado  | Universidad Católica | 21   |
| 2    | Sergio Díaz      | CD Cobreloa          | 15   |
|      | Sergio Salgado   | CD Cobresal          | 15   |
| 4    | Arturo Jáuregui  | CSD Colo-Colo        | 13   |
| 5    | Juan Covarrubias | CD Cobreloa          | 12   |

## Liguilla Pre-Copa Libertadores
| Pl. | Verein               | Sp. | S | U | N | Tore    | Diff. | Punkte |
| --- | -------------------- | --- | - | - | - | ------- | ----- | ------ |
| 1.  | CSD Colo-Colo (M)    | 3   | 2 | 1 | 0 | 005:000 | +5    | 05     |
| 2.  | CD Cobreloa (P)      | 3   | 2 | 0 | 1 | 002:300 | −1    | 04     |
| 3.  | Universidad de Chile | 3   | 1 | 1 | 1 | 001:100 | ±0    | 03     |
| 4.  | CD Cobresal          | 3   | 0 | 0 | 3 | 000:400 | −4    | 0      |

## Relegationsliguilla
| Pl. | Verein               | Sp. | S | U | N | Tore    | Diff. | Punkte |
| --- | -------------------- | --- | - | - | - | ------- | ----- | ------ |
| 1.  | CD O’Higgins (2)     | 2   | 1 | 1 | 0 | 003:100 | +2    | 03     |
| 2.  | Lota Schwager (1)    | 2   | 1 | 1 | 0 | 002:100 | +1    | 03     |
| 3.  | Regional Atacama (2) | 2   | 0 | 0 | 2 | 000:300 | −3    | 0      |